# Acuífero Complejo Terminal

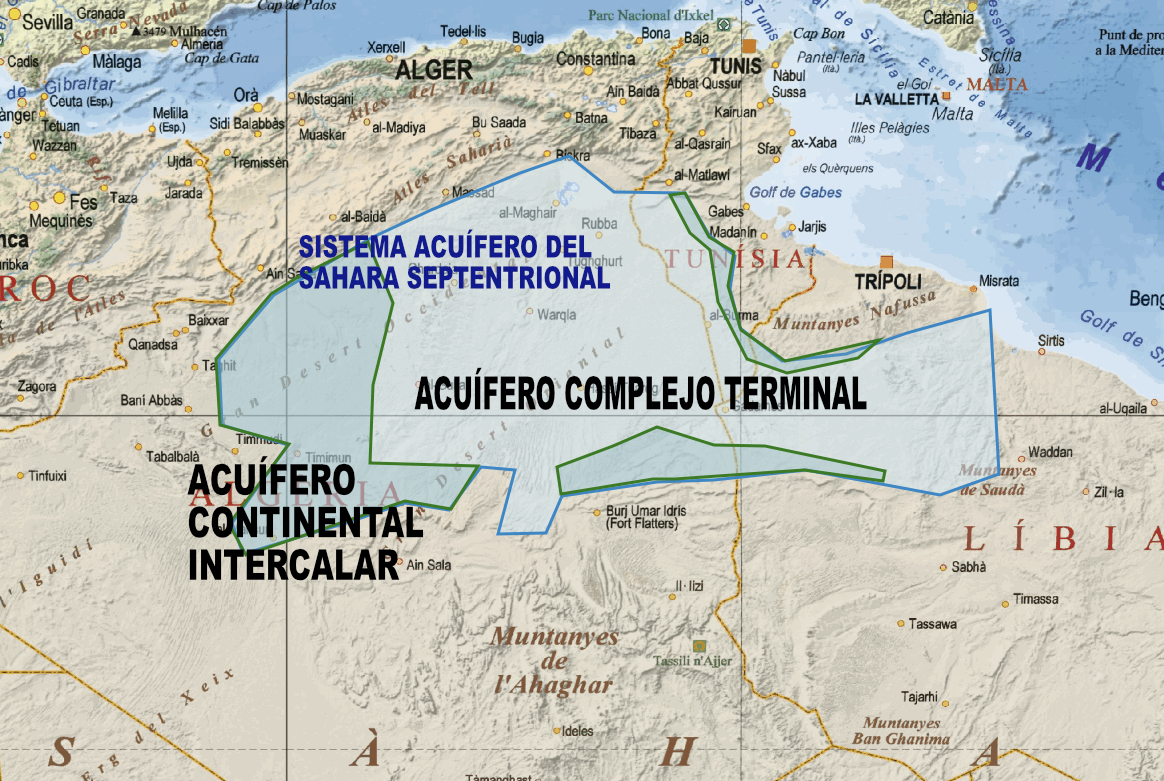
Sistema Acuífero del Sahara Septentrional

El acuífero Complejo Terminal (CI) es una extensa reserva subterránea de agua fósil situada en el norte del desierto del Sahara, en Argelia. Cubre la mayor parte de la cuenca oriental del Sahara Septentrional sobre unos 350.000 km². Su profundidad está entre 100 y 600 m, y su potencia media es de unos 300 m. El Complejo Terminal tiene sus límites en los siguientes lugares: en el norte, en el asiento de los chotts algero-tunecinos, en el este, a lo largo del flanco oriental del Dahar, en el sur, en las mesetas de Tinrhert y de Tademaït, y en el oeste sobre la dorsal de M'Zab.
Junto al acuífero Continental Intercalar, forma el Sistema Acuífero del Sahara Septentrional, un enorme acuífero de 1 millón de km² que abarca zonas de Argelia, Túnez y Libia. El Complejo Terminal está dividido en dos subcuencas hidrológicas, el Gran Erg Oriental y la Hamada el Hamra.
Las zonas de alimentación están principalmente en el Atlas Sahariano por el norte, y en el Djebel Nafusa y el Djebel Hassawnah, por el sur desde Libia. Las zonas de salida se hallan en los chotts algero-tunecinos y el Golfo de Sidra entre Misurata y Buwayrat Al Hasun.  Los análisis del agua que se obtiene en la ciudad de Hassi Messaoud, importante centro económico de Argelia, debido a la explotación petrolífera, muestran una fuerte salinización, sobre todo de cloruro sódico.

## Evolución
En el año 2000 se observaba un acusado descenso de la capa freática, sobre todo en las zonas de fuerte explotación, en Argelia, entre Touggourt, al sur y Biskra, al norte, donde se hallan los principales oasis y concentraciones de población; en Túnez, en la región de los chotts Nefzaoua y Djérid, donde se encuentran los principales oasis, y en Libia, en el flanco oriental de la Hamada el Hamra, donde entre 1972 y 1985 se crearon los principales campos de desarrollo agrícola, sobre aguas del Cretácico superior y el Terciario. En conjunto, los descensos piezométricos habían sido de 20 a 40 m de profundidad, con una extracción de 41,5 m³/s. Sin embargo, investigaciones realizadas por satélite demostraron que la capa freática del Sahara Septentrional se ha ido cargando entre los años 2003-2010 a un ritmo de 1,4 km³ de agua anuales, el 40% del agua extraída.
Por otro lado, en la provincia de El Oued, en el nordeste de la zona sahariana de Argelia, se ha producido un curioso fenómeno que consiste en la subida del nivel de la capa freática superficial debido a la construcción de pozos que han perforado el Complejo Terminal, más profundo, permitiendo el ascenso del agua. La consecuencia ha sido la inundación de los ghouts, que son un sistema de cultivo empleado en Argelia consistente en captar agua mediante pozos para el riego de palmeras y huertas. Hay más de 9.500 ghouts de los que viven unas 45.000 personas.